# K–335 Gepard
A K–335 Gepard (oroszul: К–335 Гепард) az Orosz Haditengerészet 971 Scsuka-B típusú atommeghajtású vadásztengeralattjárója. 1999-ben bocsátották vízre. Az Északi Flotta állományába tartozik, bázisa Gadzsijevo.
Építését 1991. szeptember 23-án kezdték a szeverodvinszki Szevmas hajógyárban. 1993-ban kapta a Gepard nevet és akkor vették fel az Orosz Haditengerészet állományába. 1999. szeptember 17-én bocsátották vízre. A próbaüzemet követően 2002 januárjában állt szolgálatba az Északi Flotta 3. tengeralattjáró flotillájának 23. hajóhadosztályánál.
Első óceáni bevetését 2003 elején hajtotta végre az Atlanti-óceánon. A hajó az Egyesült Államok keleti partvidékmentén haladt és érintette Új-Fundland térségét. Akkor a hajót sem az amerikai, sem a kanadai haditengerészetnek nem sikerült nyomon követnie. A következő években a hajó kisebb bevetéseket hajtott végre a Barents-tengeren és  az Északi-tengeren. 2005 óta rendszeres három hónapos bevetéseket végzett az Atlanti-óceánon és az Északi-tengeren.
2012-ben az orosz sajtóban jelentek meg hírek arról, hogy a tengeralattjárón tűzeset történt. Az orosz védelmi minisztérium tagadta ezt és csak annyit erősített meg, hogy egy hordozható lámpa leesése miatt keletkezett kisebb tűz, amelyet gyorsan eloltottak. A hajó tűzoltórendszere sem lépett működésbe és kár sem keletkezett.
Ugyancsak 2012-ben történt egy másik rendkívüli esemény, amikor február 11-én éjszaka a hajó egyik tisztjét felakasztva találták egyik első rekeszében. A vizsgálat később az esetet öngyilkosságnak minősítette.
2013-tól a murmanszki Nyerpa hajójavító üzemben volt nagyjavításon, majd 2015 novemberében állt üzembe újra.